# Анґеліка Ноак
Анґеліка Ноак (нім. Angelika Noack, 20 жовтня 1952) — німецька академічна веслувальниця.
Олімпійська чемпіонка 1980 року в складі розпашної четвірки зі стерновою, срібна призерка 1976 року в складі розпашної двійки без стернової.
Чемпіонка світу 1974 (розпашні четвірки зі стерновою), 1975 (розпашні двійки без стернової), 1977 (розпашні двійки без стернової), 1978 (розпашні четвірки зі стерновою) років, срібна призерка 1979 року в складі розпашної четвірки зі стерновою, бронзова призерка 1982 року в складі вісімки.
Срібна призерка Чемпіонату Європи 1972, 1973 років у складі розпашної четвірки зі стерновою, бронзова призерка 1971 року в складі розпашної четвірки зі стерновою.